# Taxco
Taxco (formelt: Taxco de Alarcón) er en gammel koloniby, der var centrum for sølvminedrift. Byen ligger i den nordlige del af den mexicanske delstat Guerrero, omkring 200 km sydvest for Mexico City på den gamle hovedvej til Acapulco. Den ligger ca. 1.800 meter over havets overflade, i den vestlige del af Sierra Madre-bjergkæden. Taxco er hovedby i kommunen af samme navn, der dækker et areal på 347 km².
Selvom sølvminedrift har været Taxcos primære industri siden kolonitiden, anses sølvminedriften ikke længere for at være profitabel, og byen er nu bedre kendt for sine traditionelle sølvarbejder, der tiltrækker turister hele året.
Byen er opført på en bjergside, med meget stejle, smalle gader, omgivet af hvidkalkede huse med røde tegltage. Den mere end 200 år gamle Santa Prisca-kirke i barok stil, er et kendt vartegn for byen.